# معلمون (مسلسل)
معلمون (بالإنجليزية: Teachers) مسلسل كوميدي أمريكي، مبني على مسلسل ويب بنفس العنوان. يتابع قصة مجموعة من المعلمين في مدرسة ابتدائية في شيكاغو. بدأ عرضه في 13 يناير، 2016، على قناة تي في لاند. في 3 مارس، 2016، جدد المسلسل لموسم ثان من عشرون حلقة، عرض في 17 يناير، 2017.

## الحلقات

### نظرة عامة
| الموسم | الموسم | عدد الحلقات | تاريخ البثّ     | تاريخ البثّ    |
| الموسم | الموسم | عدد الحلقات | أول عرض        | اخر عرض       |
| ------ | ------ | ----------- | -------------- | ------------- |
|        | 1      | 10          | 13 يناير، 2016 | 16 مارس، 2016 |
|        | 2      | 20          | 17 يناير، 2017 | غ/م           |

## وصلات خارجية
- الموقع الرسمي
- معلمون على موقع IMDb (الإنجليزية)
- معلمون على موقع ميتاكريتيك (الإنجليزية)
- معلمون على موقع روتن توميتوز (الإنجليزية)
- معلمون على موقع كينوبويسك (الروسية)
- معلمون على موقع ألو سيني (الفرنسية)
- معلمون على موقع قاعدة بيانات الفيلم (الإنجليزية)
- معلمونعلى موقع الطماطم الفاسدة